# BBBank

Logo de la BBBank

La BBBank eG (anciennement Badische Beamtenbank) est une banque coopérative allemande ayant son siège à Karlsruhe (Bade-Wurtemberg). C’est une banque de détail à 
l’échelle nationale. Avec un bilan total de près de 12 milliards d’euros et plus de 485 000 membres, elle fait partie des plus grandes banques coopératives d’Allemagne.

## Profil
La BBBANK est dans l’histoire des banques pour les fonctionnaires allemands. Pour les clients du secteur public, il existe des spécialistes dans les banques. Depuis la fin des années 1960, les particuliers de toutes professions peuvent devenir membres.
Les clients ont accès à une banque directe et à une banque Internet, ainsi qu’à la banque mobile de la BBBANK. Avec son réseau national, la BBBANK est présente dans toutes les capitales régionales et au-delà.
Le modèle commercial de la BBBANK est à faible risque et durable. En tant qu’établissement coopératif, il n’est pas nécessaire de tenir compte des intérêts des actionnaires. La banque peut se concentrer sur les besoins des clients qui, selon les statuts, sont à la fois membres et donc propriétaires de la banque. La part des coopératives s’élève à 15 euros et les achats ultérieurs sont exclus. Il n’y a pas de distribution annuelle des bénéfices, comme dans la plupart des banques coopératives.
La BBBank est un double membre du pool de trésorerie et du réseau de services Bankcard. Elle est également membre de la Fédération des banques coopératives allemandes et de Raiffeisenbanken  (Bundesverband der Deutschen Volksbanken und Raiffeisenbanken(BVR)).

## Histoire

### 1921-1969
Le 12 novembre 1921, la banque a été créée pour aider les services publics à Karlsruhe. La Badische Beamten-Genossenschaftsbank eGmbH, baptisée à l’époque BBBANK, a commencé ses activités le 1er janvier 1922 avec 33 membres fondateurs dans une petite zone de la maison Nowackanlage 19. Deux ans plus tard, un bâtiment a été acheté dans la Waldstrasse 1, qui constitue à ce jour une partie du siège de la BBBANK.
La Badische Beamtenbank est née de la détresse générale des années 1920 : de rien, l’inspecteur postal Gotthold Mayer a créé une banque coopérative avec un petit groupe de collègues. Cela a été déclenché par un collègue, Gotthold Mayers, qui voulait construire une maison mais n’avait pas obtenu le crédit nécessaire de sa banque (ce qui n’était pas rare à l’époque pour les fonctionnaires : à l’époque, les fonctionnaires étaient considérés comme peu solvables). La réflexion de Gotthold Mayer visait à donner aux fonctionnaires la possibilité de placer de manière sûre et rémunérée la partie de leur argent qu’ils n’utilisaient pas immédiatement. Tous les paiements devraient être gratuits pour les membres. La grande innovation a consisté à financer des crédits pour des fonctionnaires par des dépôts de fonctionnaires. Cela a permis à un groupe professionnel d’obtenir peu de prêts. En outre, les bénéfices de la communauté des États membres devraient en bénéficier.
Avec la prise du pouvoir national-socialiste en janvier 1933, la banque des fonctionnaires a également subi des pertes du fait de la politique d’assimilation. L’idée coopérative de l’entraide a été considérablement restreinte par le nouveau régime et transformée à ses fins. Gotthold Mayer a dû démissionner en avril 1933. Mais au début de l’année 1946, il a pu reprendre la direction de la BBBank de Badia et mener l’Institut au-delà des difficultés de l’après-guerre et de la réforme monétaire. Ce n’est qu’en 1967 que le fondateur de la banque a pris sa retraite à l’âge de 80 ans. À l’époque, la  Beamtenbank comptait 136.000 membres ainsi que 14 agences et elle était alors la plus grande coopérative de crédit d’Europe. Gotthold Mayer est resté président honoraire de la banque jusqu’à sa mort le 7 février 1970.

### 1969-2005
En 1969, le cercle des membres a été élargi : outre les fonctionnaires, d’autres catégories professionnelles ont pu devenir membres de la BBBANK.
En 1981, année du soixantième anniversaire, la banque des fonctionnaires de Baden compte plus de 200 000 membres.
En 1990, le bilan de la banque a franchi le seuil des 5 milliards de Deutsch Mark. En 1992, le Bankhaus a ouvert une filiale à Dresde et en 1994 à Berlin, où deux autres succursales ont suivi en 1997. En 1997, la banque était la banque coopérative la plus riche d’Europe, avec un bilan de près de 9 milliards de DM.
En 1999, la Badische Beamtenbank a été rebaptisée BBBANK.
De 1972 à 2005, cinq banques coopératives autonomes ont été placées sous l’égide de la Badische Beamtenbank : la Hessische Beamtenbank (Darmstadt), la Südwestdeutsche Beamtenbank (Francfort-sur-le-Main), la BBBank de Köln, la Bayerische Beamten Bank et, plus récemment, la SHB-Bank (Schleswig-Holsteinische Beamtenbank).

### Aujourd'hui
Aujourd’hui, la BBBank associe les prestations d’une banque directe, telles que la tarification et la banque en ligne, à celles d’une banque de détail : un réseau de banques à l’échelle nationale, l’offre de banques directes et de banques Internet ainsi qu’une application pour smartphones et tablettes sont à la disposition des clients. La BBBANK reste concentrée sur les activités de détail et propose les produits et services d’une banque universelle. C’est le slogan du BBBANK "Better Banking".
En 2011, la banque a reçu pour la première fois le certificat d’audit professionnel de la Fondation Hertie. L’audit a permis d’évaluer les offres existantes et prévues de la BBBANK en matière de conciliation de la vie professionnelle et de la vie familiale dans le cadre d’une politique du personnel soucieuse des familles. Ainsi, le Bankhaus propose des emplois à temps partiel et des horaires flexibles, avec un taux d’emploi d’environ 30 %. Depuis lors, la certification a été régulièrement confirmée, pour la dernière fois en 2017.

## Prestations de la BBBank
En tant que prestataire de services financiers, la banque fournit des services d’assurance, parmi lesquels, depuis 1925, la BBBank-Hausratversicherung. Cette protection contre les incendies, les cambriolages, les vols et le vandalisme est assurée par la BBBank de Karlsruhe Vvag. Seuls les membres de la BBBANK ont accès à cette assurance.

## Liens Web
- BBBank dans la base de données des entreprises de la BaFin
- Site officiel de la BBBank
- Premiers documents et articles de presse sur le BBBANK dans le dossier de presse du XXe siècle de la ZBW - Centre d’information Leibniz Wirtschaft.